# Vichy (Allier)
Vichy is een stad in het midden van Frankrijk. Het ligt aan de rivier de Allier in het departement Allier. Rivier en departement hebben dezelfde naam. Op 1 januari 2022 telde Vichy 25.702 inwoners.
Vichy is vanwege de warmwaterbronnen die er zijn al sinds de oudheid een kuuroord. In de twintigste eeuw was het als Reine des villes d'eaux wereldberoemd om de kuurbaden. Het kuuroord staat sinds 2021 op de Werelderfgoedlijst van de UNESCO als onderdeel van de historische kuuroorden van Europa. Nog steeds wordt op grote schaal flessenwater van Vichy-bronnen, onder de namen Vichy Célestins en Saint-Yorre, verkocht, net als Vichy-pastilles, die zijn gemaakt met minerale zouten van het water van Vichy. De groep L'Oréal produceert cosmetische producten onder de merknaam 'Vichy'. 
Er komen veel toeristen naar Vichy, door de ruime parken en de gebouwen uit de glorietijd van het kuuroord, vooral in art nouveau en art deco, maar ook door het plan d'eau in de Allier. 
Vichy is in de geschiedenis vooral bekend toen het tijdens de Tweede Wereldoorlog de zetel van het zogenaamde Vichy-regime was. In dit verband moet onderscheid worden gemaakt tussen twee Franse aanduidingen: Vichyssois, inwoners van de stad Vichy, en Vichystes, aanhangers van het Vichy-regime.

## Geschiedenis

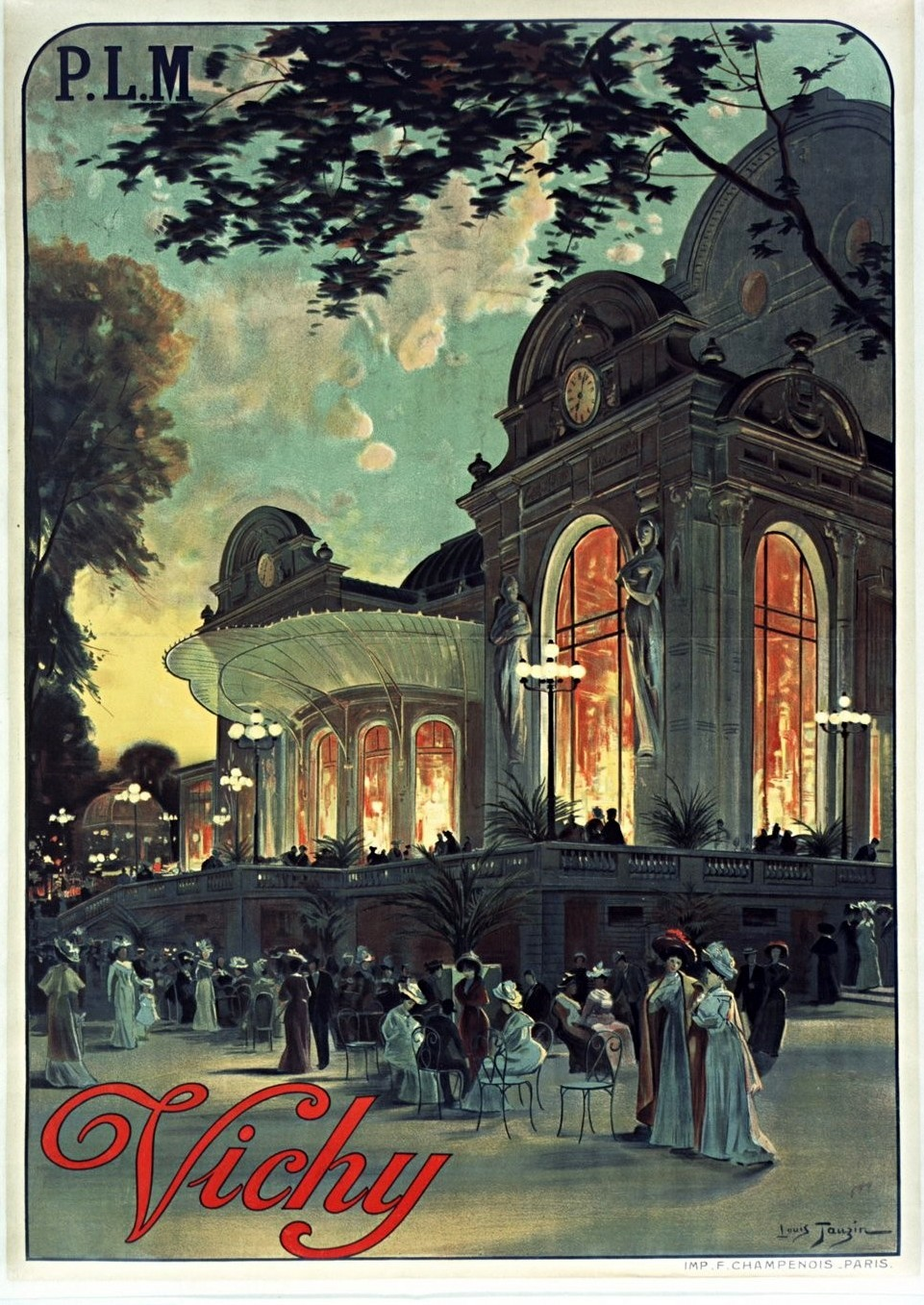
Reclameaffiche van spoorwegmaatschappij PLM

### Tot 1940
Vichy is in de 1e eeuw gesticht in de buurt van warmwaterbronnen bij een doorwaadbare plaats in de  Allier. Uit de 1e eeuw van onze jaartelling zijn sporen van belangrijke keramiekfabricage gevonden. Dit kan samenhangen met de toen al als geneeskrachtig beschouwde bronnen, waarvan het water ergens in vervoerd moest kunnen worden. Ook werden in 2007 in de Allier restanten van houten brugpijlers gevonden, die mogelijk uit deze Gallo-Romeinse periode dateren.
Aan het eind van de 3e eeuw, ten tijde van keizer Diocletianus, komt in een document de naam Vipiacus (een grote boerderij van een zekere Vipius) voor. Volgens sommige (bij lange na niet alle) taalgeleerden werd dit later verbasterd tot Vichiacus  en daarna, in het Occitaans: Vichèi, en zou de huidige naam van de stad daarvan afgeleid zijn.
In 1344 stond koning Jan II van Frankrijk de stad en omgeving af aan Peter I van Bourbon. In 1527 vererfde de stad bij de dood van Karel III van Bourbon, de laatste hertog van Bourbon weer aan de Franse kroon. In de 16e eeuw werd een vaste brug over de Allier gebouwd, waarvan de restanten nu nog uit het water van het nabijgelegen stuwmeer steken.
Al in 1604 is Vichy bekend geworden als kuuroord. Al spoedig kwamen leden van de hoge adel en van de koninklijke familie er kuren. Ook bij Napoleon Bonaparte en zijn familie was Vichy een geliefde verblijfplaats, en deze keizer was een van de velen, die het kuurcentrum naar de eisen en smaak van hun tijd lieten uitbreiden. 
Vooral in de 19e eeuw en vroege 20e eeuw kwamen ook lijders aan malaria naar Vichy om er te herstellen; de artsen van die tijd geloofden, dat men door Vichy-water van die ziekte kon genezen. 
In 1853 werd door de Franse staat de Compagnie Fermière de l'établissement thermal de Vichy (CFV) opgericht. Deze intussen geprivatiseerde S.A. N.V. bezit nog altijd de concessie en dus de exclusieve rechten om het bronwater en het kuurbedrijf te exploiteren. Keizer Napoleon III gaf een nieuwe impuls aan het kuuroord in de jaren 1860 onder andere door de bouw van een treinstation in 1862.
In de Eerste Wereldoorlog was er veel ophef over het besluit van de Franse regering om veel hotels e.d. te vorderen voor de strijdkrachten om er vele duizenden gewonden van het front te laten herstellen. In 1931 en 1932 werden de verbindingen per trein en vliegtuig gemoderniseerd, wat tot een verdere stijging van het aantal kuurgasten leidde. Er kwamen toen jaarlijks bijna 130.000 kuurgasten naar Vichy.

### Tweede Wereldoorlog
Tijdens de Tweede Wereldoorlog vestigde de regering van maarschalk Pétain zich in het kuuroord. Na de Frans-Duitse wapenstilstand van 22 juni 1940 lag Vichy in het onbezette deel van Frankrijk, niet ver van de demarcatielijn met het bezette gedeelte. De Franse regering wilde zich aanvankelijk in Clermont-Ferrand vestigen, maar die stad had weinig goede hotels. Dat was wel het geval voor Vichy - de stad telde toen bijna 400 hotels en pensions - dat ook over een modern telefoonnet beschikte. Er was ook een goede treinverbinding met Parijs en in tegenstelling tot Clermont-Ferrand of Lyon waren er geen arbeiderswijken met sterke vakbonden.
Op 1 juli kwam de regering naar Vichy. Op een bijeenkomst in het theater in Vichy stemde de Franse Nationale Vergadering er op 10 juli mee in om alle macht aan Pétain te geven, die zich vervolgens tot staatshoofd uitriep. 
Een echte "hoofdstad" is Vichy nooit geweest. De ministeries en de centrale-overheidsdiensten bleven in het bezette Parijs. Vichy was wel de residentie van Pétain zelf, zijn ministers en enkele belangrijke gezagsorganen, net als de ambassadeurs. Pétain verbleef met zijn medewerkers in het Hôtel du Parc (thans een appartementsgebouw) tot hij op 20 augustus 1944 tegen zijn zin door de Duitsers van daaruit werd weggevoerd. Dat betekende ook het einde van het Vichy-regime. 

### Naoorlogse tijd
In de jaren 1950 en 1960 kende het toerisme een nieuwe  bloeiperiode en was Vichy een mondaine stad. Dit was vooral te danken aan rijke Fransen uit Algerije die er vakantie kwamen houden. Na de Algerijnse onafhankelijkheid volgde een ernstige terugval. Ter compensatie liet de toenmalige burgemeester van de stad een groot deel van de huidige watersportfaciliteiten aanleggen.

## Bezienswaardigheden
- Ruïne van het klooster van de Celestijnen (1410)
- Castel Franc, begin 15e eeuw, in de 19e eeuw ingrijpend verbouwd in neogotische stijl
- Sint-Blasiuskerk, 17e-18e eeuw, maar grondig herbouwd in de 20e eeuw
- Geboortehuis van de schrijver Albert Londres
- Het Groot Casino met het theater (tegenwoordig Congrespaleis)
- Diverse kuurbadgebouwen en bijbehorende parken, hotels, villa's, en in markante gebouwen gehuisveste uitgaansgelegenheden getuigen van de intussen eeuwenoude traditie van Vichy als kuuroord (Hall des sources, Pavillon de la Source des Célestins, ea)

## Verkeer en vervoer
- De stad is via de autosnelweg A719 (tolweg) bij het 18 km westelijker gelegen Gannat verbonden met de langere autosnelweg A71.
- Er ligt een spoorwegstation in Vichy. Het station werd grondig vernieuwd, in 2009 was deze renovatie klaar. Van hier kan men o.a. per trein naar Parijs, Clermont-Ferrand en Lyon reizen.
- De dichtstbijzijnde grotere luchthaven is die van Aéroport Clermont-Ferrand Auvergne.

## Geografie
De oppervlakte van Vichy bedroeg op 1 januari 2022 5,85 vierkante kilometer; de bevolkingsdichtheid was toen 4.393,5 inwoners per km².
De onderstaande kaart toont de ligging van Vichy met de belangrijkste infrastructuur en aangrenzende gemeenten.

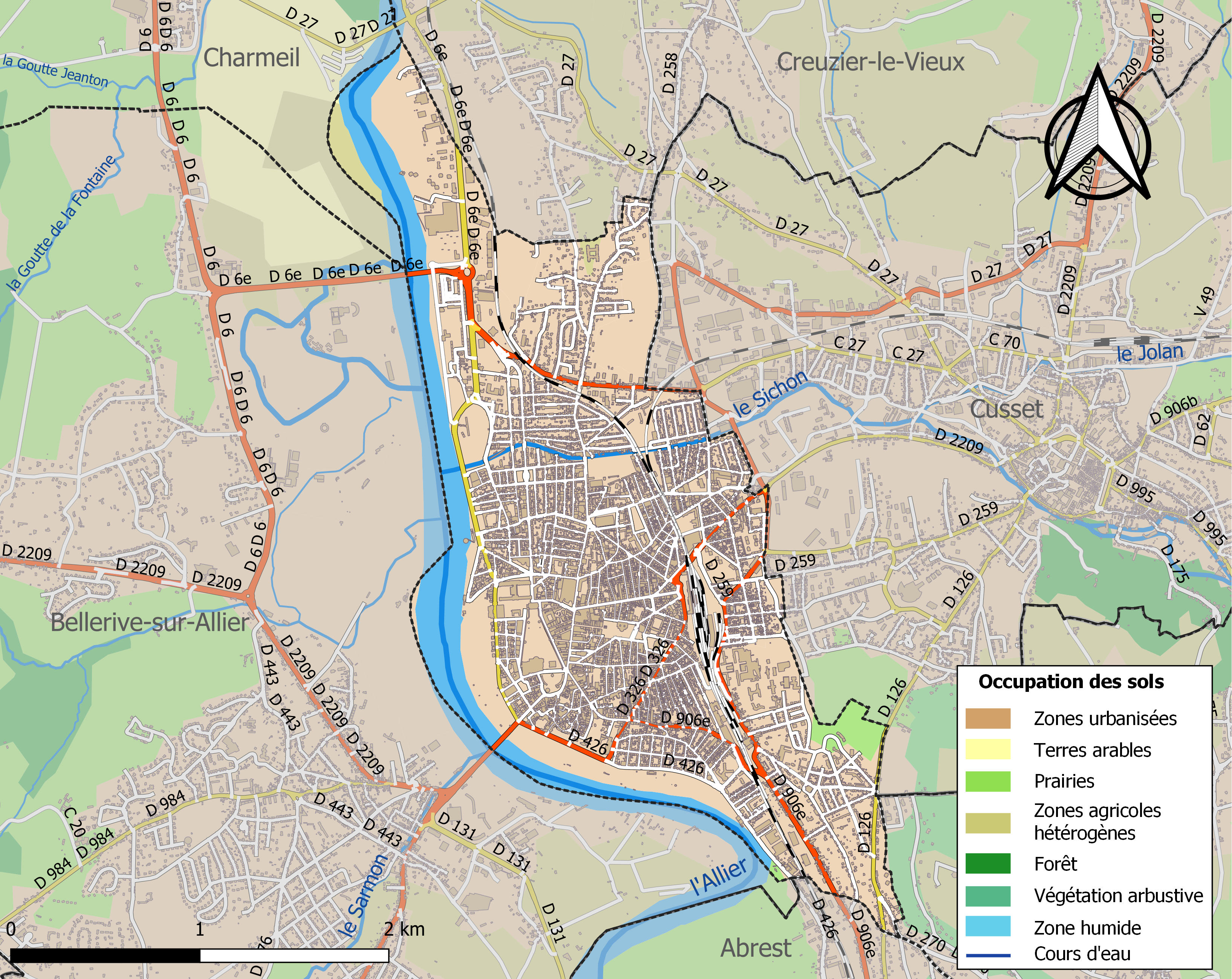

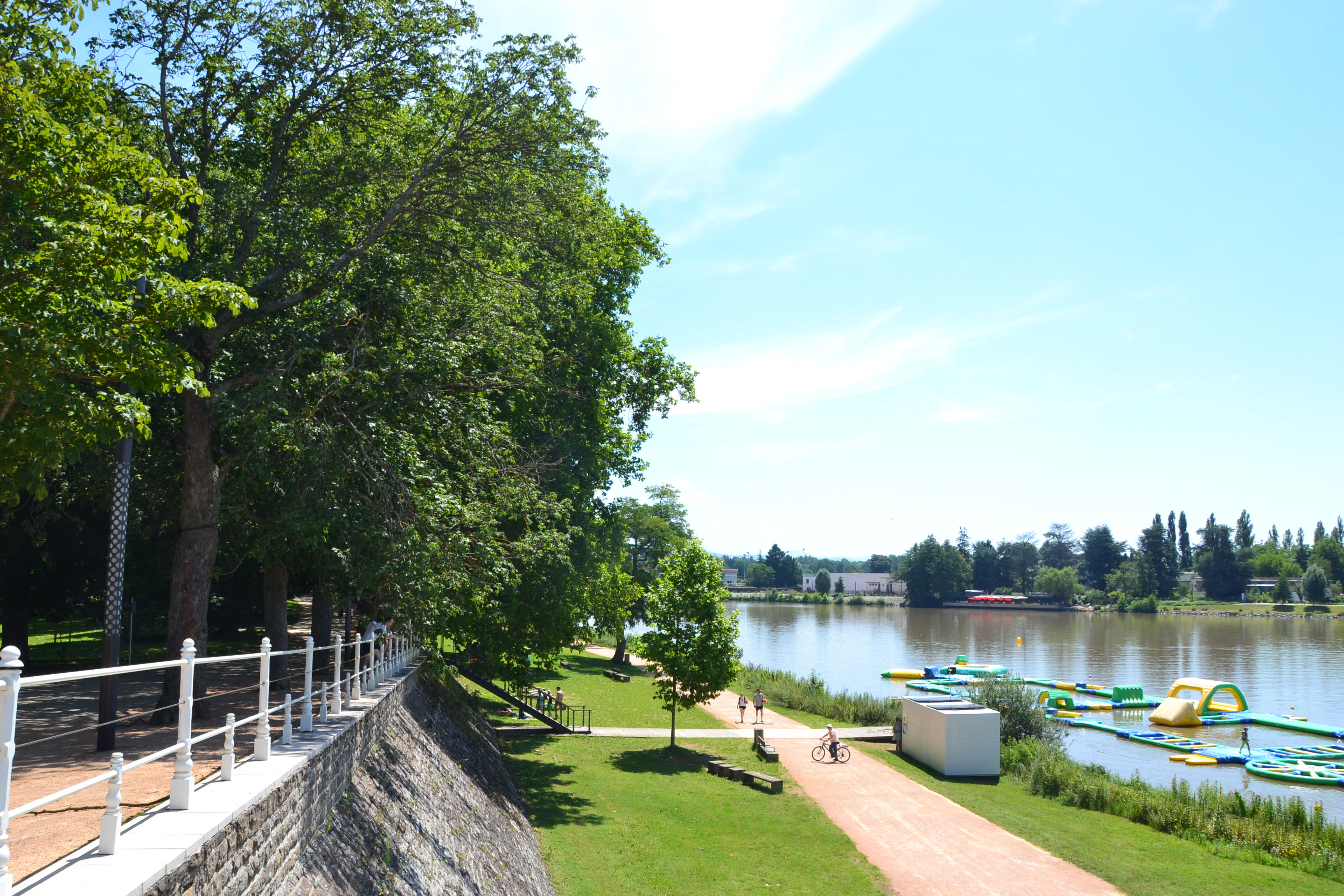
Gezicht op de Allier; wandelroute GR 463 loopt hier langs

De Allier stroomt langs Vichy, aan de overkant stroomopwaarts ligt Bellerive-sur-Allier. Ter hoogte van Vichy is een stuwdam gebouwd. Deze stuwdam is maar een paar meter hoog, maar zorgt toch voor een meer bij Vichy, dat geschikt is voor recreatie, het plan d'eau. Aan de overkant ligt langs dit meer een gebied met sportvelden en een paardenrenbaan.

## Demografie
Met 25.702 inwoners op 1 januari 2022 is Vichy de op een na meest bevolkte gemeente van de Allier, na Montluçon, maar voor de hoofdplaats Moulins. De agglomeratie kent zowat 64.000 inwoners. 
Tussen 1999 en 2010 daalde de bevolking in de gemeente jaarlijks met gemiddeld 0,6%. Er waren meer overlijdens dan geboortes en ook het aantal vertrekkers was groter dan het aantal nieuwe inwoners. De krimp was wel kleiner dan in de andere stedelijke agglomeraties van het departement, die van Montluçon en van Moulins. Met de omliggende gemeenten erbij was er in het stedelijk gebied van Vichy zelfs een lichte groei van de bevolking met 0,1% per jaar.

## Sport
Vichy was op 1 september 2013 gastheer van de Europese kampioenschappen triatlon lange afstand.
Vichy is één keer etappeplaats geweest in wielerkoers Ronde van Frankrijk. In 1952 won er de Italiaan Fiorenzi Magni de etappe.

## Geboren
- Valery Larbaud 1881-1957, schrijver
- Maurice Germot 1882-1958, tennisser
- Albert Londres 1884-1932, journalist
- Magda Julin 1894-1990, kunstschaatsster
- Philippe Honoré 1941-2015, striptekenaar
- Tim Planchin 1959, golfer
- Vincent Gouttebarge 1975, voetballer

## Overleden
- Valery Larbaud 1881-1957, dichter
- Sébastien Japrisot 1931-2003
- Philippe Bugalski 1963-2012, rallyrijder
- Robert Faurisson 1929-2018, negationist
- John Lyons 1932-2020, taalkundige

## Afbeeldingen

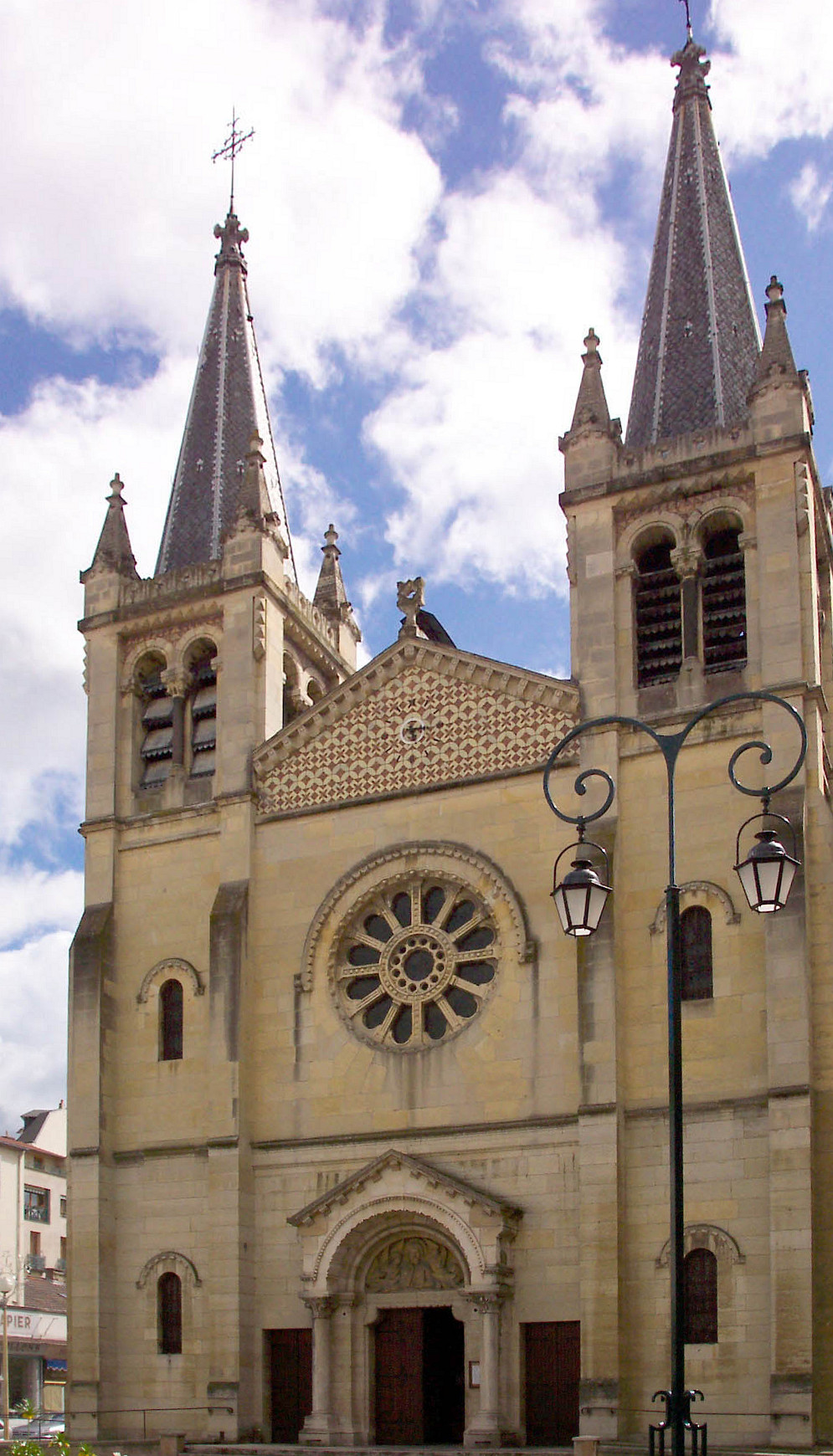
Église Saint-Louis
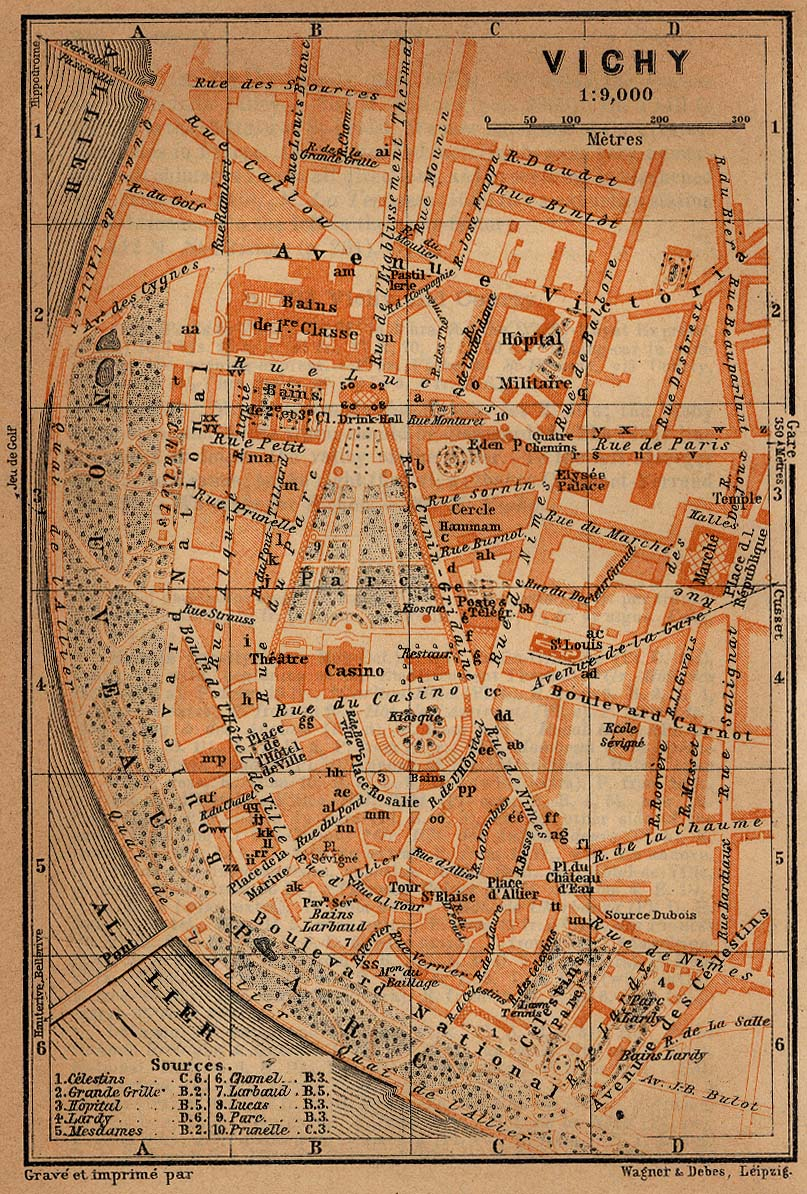
stadsplattegrond Vichy, 1914